# Zenon Kazimierz Wysłouch

Odyniec, herb rodziny Wysłouchów

Zenon Kazimierz Wysłouch (ur. 1727, zm. 1805) – podkomorzy brzeski i poseł na Sejm Czteroletni.

## Życiorys
Zenon Kazimierz Wysłouch urodził się w rodzinnej posiadłości Leżajka (Polesie) jako pierwszy syn Antoniego Stanisława i Joanny z domu Kościa-Zbirohowskiej; kształcił się w kolegiach jezuickim i pijarskim, a następnie w elitarnym Collegium Nobilium w Warszawie.
W 1750 roku powrócił do województwa brzeskiego, by przyjąć nominację na sekretarza pieczęci mniejszej. W 1758 mianowany został miecznikiem województwa, deputatem Trybunału Głównego oraz pisarzem Trybunału Skarbowego w Mińsku. Jako poseł województwa brzeskolitewskiego na sejmie konwokacyjnym 1764 roku wyznaczony do Komisji Skarbowej Wielkiego Księstwa Litewskiego. Był elektorem Stanisława Augusta Poniatowskiego w 1764 roku z województwa brzeskolitewskiego. W 1781 roku został podkomorzym województwa brzeskiego.
W latach 1790–1792 Wysłouch był posłem na Sejm Czteroletni z województwa brzeskolitewskiego i współautorem Konstytucji 3 Maja, drugiej najstarszej konstytucji na świecie. Podczas obrad związany był ze Stronnictwem Demokratycznym Adama Kazimierza Czartoryskiego, ruchem politycznym popierającym reformy konieczne do zagwarantowania niepodległości Rzeczypospolitej od Imperium Rosyjskiego.
W 1766 poślubił Honoratę Orzeszko i otrzymał w posagu posiadłość Pirkowicze. W miejscu zrujnowanego, drewnianego dworu zbudowanego w XVI wieku przez biskupa Cyryla Terleckiego, współtwórcy unii brzeskiej postawił nowy dwór murowany otoczony eleganckim parkiem. Wysłouch ufundował również unicką cerkiew w Pirkowiczach, w której został następnie pochowany.
O jego żonie, Honoracie, wiadomo jedynie z pamiętników Juliana Ursyna Niemcewicza, że pod jej rządami „był to prawdziwie dom staropolski, z obyczajami i zwyczajami XVI jeszcze wieku”.